# El Barrancot
El Barrancot és una masia a l'est del terme de Camprodon (el Ripollès) catalogada a l'Inventari del Patrimoni Arquitectònic de Catalunya. No hi ha dades històriques que facin referència al passat del Barrancot. El mas ha estat objecte d'una acurada restauració i s'utilitza com a segona residència.
Es tracta d'una gran masia situada a mig camí de Beget a Bestrecà. És de les poques masies de la zona que disposa de planta basilical. Té baixos, antigament destinats a bestiar, planta d'habitatge amb boniques arcades de mig punt a migdia i pis superior o golfes. El Barrancot fou bastit amb pedra del país poc treballada, llevat dels carreus cantoners i dels emprats per fer algunes obertures. Volten el mas diverses cabanes i pallisses d'estructura molt senzilla, amb teulats a una sola vessant i llindes de fusta.